# Bumba
Bumba er en by og flodhavn der ligger ved breden af Congofloden i Mongala-provinsen i Demokratiske Republik Congo. Den er det det administrative centrum for Bumba-territoriet. I 2010 havde den en anslået samlet befolkning på 	103.328 mennesker. Byen har hverken elektricitet eller rindende vand.

## Infrastruktur
Fra 2007 er den  smalsporede jernbane, Vicicongo-linjen fra Bumba til Isiro ikke i drift. Byen kan nås via Bumba Lufthavn, men Congofloden er hovedtransportpulsåren.